# Zofia Krassowska

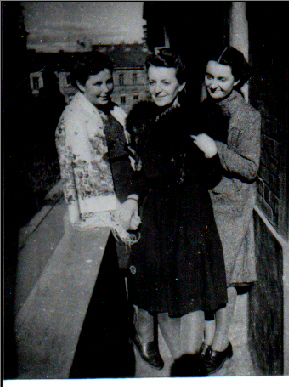
Zofia Krassowska (stoi pośrodku)

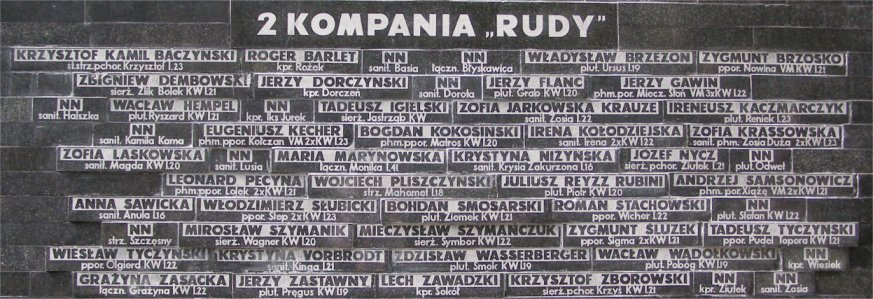
Powązki Wojskowe w Warszawie. Nazwisko Krassowskiej w 4. rzędzie

Zofia Halina Krassowska ps. „Zosia Duża” (ur. 26 lutego 1921 w Warszawie, zm. 6 sierpnia 1944 tamże) – sanitariuszka, podharcmistrzyni, uczestniczka powstania warszawskiego, dowódca plutonu żeńskiego Oleńka batalionu „Zośka”.

## Życiorys
W 1938 roku ukończyła żeńskie liceum Jadwigi Kowalczykówny i Jadwigi Jawurkówny przy ul. Wiejskiej 5 („Szkoła na Wiejskiej”). W obronie Warszawy 1939 niosła pomoc rannym leżącym w Szpitalu Ujazdowskim. Była związana na terenie szkoły z organizacją ideowo-wychowawczą „Pet”. Zofia podczas okupacji niemieckiej studiowała medycynę na tajnym Wydziale Lekarskim Uniwersytetu Warszawskiego. Angażowała się w konspirację. Była jedną z organizatorek kobiecych służb pomocniczych batalionu „Zośka”, mających na celu m.in. pomoc rannym w akcjach dywersyjnych żołnierzom. W grudniu 1943 została dowódcą tego oddziału.
Ukończyła Szkołę Podchorążych Rezerwy Piechoty „Agricola”.
Podczas powstania w 1944 roku służyła jako sanitariuszka w II plutonie żeńskim „Oleńka” 3. kompanii batalionu „Zośka”. Wkrótce przydzielono ją do II plutonu „Alek” 2. kompanii „Rudy”. 5. dnia walk została ranna, gdy biegła na pomoc koledze, który był raniony podczas ataku na „Gęsiówkę” i znajdował się w strefie ognia. Zosia została ciężko ranna w brzuch. Od śmierci na polu walki uratował ją Andrzej Romocki ps. „Morro”. Zmarła z odniesionych ran dnia następnego – 6 sierpnia – w Szpitalu Wolskim (gdzie przeniesiono ją ze szpitala Karola i Marii przy ul. Leszno). Miała 23 lata. Pochowana na Cmentarzu Powązkowskim w Warszawie.
W powstaniu poległa też jej siostra Teresa. (nieprawda! Teresa to siostra innej Zofii Krassowskiej, pseudonim "Elżbieta" poległej w szpitalu na Miodowej 2 września 1944)
Przyjaciele i rodzina nazywali ją Lalka.
Dwukrotnie odznaczona Krzyżem Walecznych.
Zofia Krassowska jest patronką dwóch żeńskich drużyn Związku Harcerstwa Rzeczypospolitej: 29. Łódzkiej Drużyny Harcerek „Polana” i 51 Warszawskiej Drużyny Harcerek „Orawa".